# Loudes
Loudes je naselje in občina v jugovzhodnem francoskem departmaju Haute-Loire regije Auvergne. Leta 2012 je naselje imelo 882 prebivalcev.

## Geografija
Kraj leži v pokrajini Velay (Languedoc) 14 km severozahodno od Le Puy-en-Velaya. Na delu ozemlja občine se nahaja letališče Aéroport du Puy - Loudes.

## Uprava
Loudes je nekdanji sedež istoimenskega kantona, od leta 2015 vključenega v kanton Saint-Paulien.

## Zanimivosti
- grajski stolpi z delom obzidja, ostanek nekdanjega srednjeveškega gradu Château de Loudes, zgrajenega okoli leta 1000,
- grad Château du Charrouilh, zgrajen sredi 13. stoletja
- nekdanji grad Château de Mestrénac, zgrajen sredi 13. stoletja, preurejen v poslovno zgradbo in hleve sredi 18. stoletja,
- cerkev sv. Hilarija iz druge polovice 19. stoletja,
- kapela Loretske Matere Božje.

- Château de Loudes
- Château du Charrouilh
- Sveti Hilarij